# Charlayne Woodard
Charlayne Woodard (Albany, 29 dicembre 1953) è un'attrice statunitense.

## Biografia
Prolifica interprete teatrale, ha recitato a Broadway nei musical Hair e Ain't Misbehavin', per cui ha ricevuto una candidatura al Tony Award alla miglior attrice non protagonista in un musical nel 1978. Sulle scene dell'Off-Broadway ha recitato in opere di Shakespeare, Brecht, Lynn Nottage e Jeremy O. Harris, vincendo due Obie Award, l'ultimo dei quali nel 2010 per la sua interpretazione ne La strega di Edmonton. Nel 2017 ha interpretato Gertrude accanto all'Amleto di Oscar Isaac.

## Filmografia parziale

### Cinema
- Hair, regia di Miloš Forman (1979)
- Crackers, regia di Louis Malle (1984)
- Twister, regia di Michael Almereyda (1989)
- Dice lui, dice lei (He Said, She Said), regia di Ken Kwapis e Marisa Silver (1991)
- The Meteor Man, regia di Robert Townsend (1993)
- Angie - Una donna tutta sola (Angie), regia di Martha Coolidge (1994)
- La prossima vittima (Eye for an Eye), regia di John Schlesinger (1996)
- La seduzione del male (The Crucible), regia di Nicholas Hytner (1996)
- The Million Dollar Hotel, regia di Wim Wenders (2000)
- Unbreakable - Il predestinato (Unbreakable), regia di M. Night Shyamalan (2000)
- La costa del sole (Sunshine State), regia di John Sayles (2002)
- Glass, regia di M. Night Shyamalan (2019)

### Televisione
- Cindy - film TV, regia di William A. Graham (1978)
- Taxi - serie TV, episodio 4x13 (1982)
- Spenser (Spenser: For Hire) - serie TV, episodio 1x9 (1985)
- Oltre la legge - L'informatore (Wiseguy) - serie TV, episodio 1x18 (1988)
- Pappa e ciccia (Roseanne) - serie TV, 5 episodi (1988-1989)
- Tutti al college (A Different World) - serie TV, episodio 3x20 (1990)
- Il tempo della nostra vita (Days of Our Lives) - serie TV, 46 episodi (1991-1992)
- Willy, il principe di Bel-Air (The Fresh Prince of Bel-Air) - serie TV, 4 episodi (1992-1993)
- Frasier - serie TV, episodio 2x4 (1994)
- Per amore della legge (Sweet Justice) - serie TV, episodi 1x8 e 1x9 (1994)
- Chicago Hope - serie TV, 10 episodi (1994-2000)
- Il matrimonio di Shelby (The Wedding) - film TV, regia di Charles Burnett (1998)
- Law & Order - Unità vittime speciali (Law & Order: Special Victims Unit) - serie TV, 8 episodi (2002-2011)
- Boomtown - serie TV, episodio 1x16 (2003)
- Squadra Med - Il coraggio delle donne (Strong Medicine) - serie TV, episodio 4x20 (2004)
- The Division - serie TV, episodio 4x12 (2004)
- In Justice - serie TV, episodio 1x8 (2006)
- Shark - Giustizia a tutti i costi (Shark) - serie TV, episodio 1x6 (2006)
- E.R. - Medici in prima linea (ER) - serie TV, 7 episodi (2006-2007)
- Terminator: The Sarah Connor Chronicles - serie TV, episodi 1x1 e 1x3 (2008)
- Medium - serie TV, episodio 5x15 (2009)
- Bones - serie TV, episodio 8x6 (2012)
- Chasing Life - serie TV, episodio 1x14 (2015)
- The Leftovers - Svaniti nel nulla (The Leftovers) - serie TV, episodio 2x2 (2015)
- The Blacklist - serie TV, episodio 3x10 (2016)
- Pose - serie TV, 8 episodi (2018-2019)
- Sneaky Pete - serie TV, 3 episodi (2019)
- Bluff City Law - serie TV, episodio 1x5 (2019)
- Prodigal Son - serie TV, 5 episodi (2019-2020)
- Bull - serie TV, episodio 4x13 (2020)
- All Rise - serie TV, episodio 2x14 (2021)
- In Treatment - serie TV, 4 episodi (2021)
- Animal Kingdom - serie TV, 3 episodi (2021)
- Secret Invasion - serie TV, 5 episodi (2023)
- The Spiderwick Chronicles - serie TV (2024-in corso)

## Doppiatrici italiane
Nelle versioni in italiano delle opere in cui ha recitato, Charlayne Woodard è stata doppiata da:
- Alessandra Cassioli in Prodigal Son, In Treatment
- Paola Majano in Secret Invasion, Pose
- Manuela Andrei in La prossima vittima
- Monica Bertolotti in Chicago Hope
- Anna Cesareni ne La seduzione del male
- Melina Martello in Glass
- Roberta Greganti in All Rise
- Fabrizia Castagnoli in Pulse